# سارخانی
سارخانی، روستایی از توابع بخش مرکزی شهرستان بافت در استان کرمان ایران است.

## جمعیت
این روستا در دهستان خَبر (بافت) قرار دارد و براساس سرشماری مرکز آمار ایران در سال ۱۳۸۵، جمعیت آن ۸۰ نفر (۱۸خانوار) بود که در حال حاضر با پیشرفت های روز افزون و گاز کشی که از سال 1395 انجام شد به جمعیتی بالغ بر 13 هزار نفر رسیده که پیش بینی میشود بدلیل شرایط آب و هوایی و توریستی گردشگری این عدد تا سالهای آتی دوبرابر گردد.